# 赤野站
赤野站（日语：／ Akano eki */?）是位於高知縣安藝市，為土佐黑潮鐵道後免·奈半利線的車站。車站編號為GN30。路線沿國道55號並行海岸線而行，因此可以觀看太平洋。
過往土佐電氣鐵道的安藝線也曾經設有赤野站，但是該站位於現時高知縣道501號（由原線路改建成為單車專用道）上。

## 車站構造
採用簡易車站模式，不設有站房，因月台部份靠向海岸一方，要從國道的入口通過海嘯避難塔後才到達，而同路繼續往前行，則可到達原安藝線線路的高知縣道501號單車專用道。
靠向國道一方的空地原為車站廣場，靠近馬路方豎立了以木板刻成的的直書車站站牌、以及本站的吉祥物塑像；而前往車站方向的半段通道也加裝了木製休憩座椅及上蓋，至於廣場後方則有一排有蓋單車亭、以及由木板所建成的男、女及傷殘人士獨立式洗手間。不過，2022年中，安藝市政府將站前廣場收回，並在該址興建了「安藝市赤野站海嘯避難塔」（赤野駅 安芸市津波避難タワー）。原來的洗手間被編入為避難塔設施一部份；通道上蓋及單車停泊場則被拆去。而位於原來廣場右側的一塊丟空已久的空地，則重新平整以作為日後補償之用。

### 月台配置
只設有1面1線的側式月台。長度約45米，有效長度為2輛，與其他車站相同，均在中央位置設置了一座長約10米、附設趟門候車室的開放式有蓋候車亭一座。其餘皆為露天部份—包括連接月台與地面的樓梯也不設上蓋。
列車靠站時，往安藝方向為右側上落，往後免方向為左側上落。
| 路線           | 上下行 | 方向                            |
| -------------- | ------ | ------------------------------- |
| ■後免·奈半利線 | 上行   | 安藝、奈半利方向                |
| ■後免·奈半利線 | 下行   | 後免、經■JR土讚線直通至高知方向 |

### 吉祥物
此站的吉祥物為一隻穿上水手服的海鷗，名為「赤野 海鷗醬」。形象取自阿佐線望向太平洋中可看見的海鷗群。

## 歷史
- 2002年7月1日：車站啟用[4][5]。

## 使用人數
安藝市役所網頁及安藝市統計書均沒有列出車站的使用人數。
根據國土交通省「國土數值情報」，以下為1日平均上下車人次：
| 乘降人員推算 | 乘降人員推算     |
| 年度         | 1日平均 乘降人次 |
| ------------ | ---------------- |
| 2011         | 42               |
| 2012         | 32               |
| 2013         | 47               |
| 2014         | 38               |
| 2015         | 39               |
| 2016         | 41               |
| 2017         | 40               |
| 2018         | 38               |
| 2019         | 32               |
| 2020         | 26               |
| 2021         | 30               |
| 2022         | 22               |

## 相鄰車站
土佐黑潮鐵道
■後免·伊半利線
■快速A
通過
■快速B（只限晨早單向）、■普通
和食（GN31）－赤野（GN30）－穴內（GN29）
註：離車站約15分鐘步距「有光酒造場」，每年當舉行酒藏開放日時，部分快速列車會臨時停站。

## 外部連結
- 土佐黑潮鐵道赤野站
- GotoGotoWeb赤野站介紹（页面存档备份，存于）（日語） - 後免·伊半利線活性化協議會